# Zaza (film, 1923)
Pour les articles homonymes, voir Zaza.
Pour plus de détails, voir Fiche technique et Distribution.
Zaza est un film américain réalisé par Allan Dwan, sorti en 1923.

## Synopsis
La belle Zaza, actrice de théâtre parisien est la vedette principale de la revue. Elle séduit un diplomate français Bernard Dufresne, qui l'emmène avec lui et l'installe dans une luxueuse villa de la capitale, ainsi une grande histoire d'amour naît. Une rivale jalouse informe Zaza que Bernard possède une famille, folle de douleur elle quitte son amant. Quelques années plus tard, la guerre éclate et Bernard est tué au combat ; Zaza décide alors de faire connaissance avec sa famille.

## Fiche technique
- Titre original : Zaza
- Réalisation : Allan Dwan
- Scénario : Albert S. Le Vino, d'après la pièce de théâtre de Pierre Berton et Charles Simon adaptée par David Belasco
- Image : Harold Rosson
- Production : Allan Dwan
- Pays de production :  États-Unis
- Format :  Muet - Noir et blanc
- Genre : drame
- Durée : 66 minutes
- Dates de sortie :
  - États-Unis : 16 septembre 1923 [1]
  - France : 9 janvier 1924 [2]

## Distribution
- Gloria Swanson : Zaza
- H. B. Warner : Bernard Dufresne
- Ferdinand Gottschalk : Duc de Brissac
- Lucille La Verne : Rosa
- Mary Thurman : Florianne
- Riley Hatch : Rigault
- L. Rogers Lytton : Homme d'affaires
- Yvonne Hughes : Nathalie
- Ivan Linow : Apache
- Helen Mack : La fille

## Autour du film
Cette version de Zaza interprétée par Gloria Swanson et H. B. Warner a été, en 1923, un grand succès pour le réalisateur Allan Dwan. Le scénario est tiré de l'adaptation américaine, en 1899, de David Belasco, jouée alors par Leslie Carter, grande comédienne américaine.
Zaza  a connu plusieurs adaptations au cinéma, voir la page d'homonymie.